# Plantago correae
Plantago correae là một loài thực vật có hoa trong họ Mã đề. Loài này được Rahn miêu tả khoa học đầu tiên năm 1984.